# HMS Spey (P234)
Pour les autres navires du même nom, voir HMS Spey.
Le HMS Spey (pennant number : P234) est un patrouilleur hauturier du lot 2 de la classe River de la Royal Navy depuis 2020. Il est le huitième navire de la Royal Navy à être nommé Spey, d’après la rivière Spey en Écosse, et le cinquième navire du lot 2 de la classe River à être mis en service.

## Conception
Le 6 novembre 2013, il a été annoncé que la Royal Navy avait signé un accord de principe pour construire trois nouveaux patrouilleurs hauturiers, basés sur la conception de la classe River, à un prix fixe de 348 millions de livres sterling, y compris les pièces de rechange et le soutien. En août 2014, BAE Systems a signé le contrat de construction des navires, construction qui se fera sur la Clyde en Écosse. Le Ministère de la défense a déclaré que les navires du lot 2 peuvent être utilisés pour des tâches de police telles que « la lutte contre le terrorisme, la piraterie et les opérations de lutte contre la contrebande ». Selon BAE Systems, les navires sont conçus pour se déployer à l’échelle mondiale, effectuant des tâches actuellement menées par des frégates et des destroyers. Une commande de 287 millions de livres sterling, pour deux autres navires, les HMS Tamar et Spey, et le soutien pour les cinq navires du lot 2, a été annoncée le 8 décembre 2016.
Les navires du lot 2 tels que le HMS Spey comprennent quelque 29 modifications et améliorations par rapport à la corvette de classe Amazonas construite par BAE Systems pour la marine brésilienne. Les HMS Tamar et Spey incluent d’autres modifications, telles que des convertisseurs catalytiques réduisant les émissions de dioxyde de carbone.

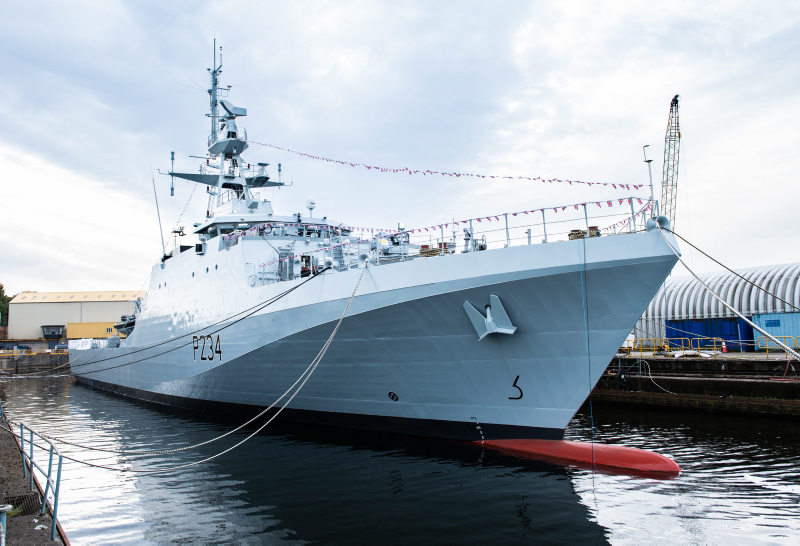
HMS Spey au quai de Scotstoun, le jour de son baptême.

Le HMS Spey a été officiellement nommé le 3 octobre 2019. Il a commencé les essais en mer de l’industriel en septembre 2020 et, une fois ceux-ci terminés, a quitté la Clyde le 28 octobre pour le voyage vers Portsmouth en vue de sa livraison.

## Engagements
Le HMS Spey a été remis à la Royal Navy à Portsmouth le 7 janvier 2021. À la fin du printemps 2021, le Spey a reçu le « camouflage Dazzle » à Falmouth en vue de son déploiement dans la région indo-pacifique avec son sister-ship Tamar. Le HMS Spey a été mis en service dans la Royal Navy dans sa ville marraine, Invergordon, le 18 juin 2021.